# Youssoupha Sanyang
 (juin 2025).
Youssoupha Sanyang, né le 31 août 2005 à Kunkujang en Gambie, est un footballeur international gambien qui évolue au poste de milieu de terrain au Slavia Prague.

## Biographie

### Carrière en club
Youssoupha Sanyang commence sa carrière au Teungueth FC, où il remporte le championnat du Sénégal en 2023-2024. Après cette saison prometteuse, il est prêté en Suède, au Västerås SK, pour la fin de saison 2024 d'Allsvenskan.
En novembre 2024, l'Östers IF, club tout juste promu en Allsvenskan annonce son transfert effectif pour le début de la saison 2025. Il y dispute 10 matchs de championnat et un match de coupe de Suède.
Le 6 juin 2025, il rejoint le Slavia Prague en signant un contrat durant jusqu'en 2030. Le coût du transfert est estimé à 3 millions d'euros.

### En sélections nationales
Sanyang possède la double nationalité sénégalo-gambienne et représente d'abord le Sénégal avec l'équipe des moins de 20 ans, à l'occasion des Jeux africains de 2023. Le Sénégal termine troisième de la compétition.
Début juin 2025, il est appelé en équipe de Gambie pour deux matchs amicaux, après avoir déclaré son changement de nationalité sportive,. Il fait ses débuts internationaux le 6 juin face à la Guinée équatoriale.

## Palmarès

### En club
Teungueth FC
- Championnat du Sénégal :
  - Champion en 2023-2024
- Trophée des champions du Sénégal :
  - Vainqueur en 2023[12].

### En sélections nationales
Sénégal -20 ans
- Jeux africains :
  -  Médaille de bronze de l'édition 2023 (organisée en 2024)[8].